# Philesturnus
Philesturnus es un género de aves paseriformes de la familia Callaeidae, conocidos vulgarmente como tiekes. Incluye a dos especies naturales de Nueva Zelanda.

## Especies
Se reconocen las siguientes especies:
- Tieke de Isla Sur - Philesturnus carunculatus (Gmelin, JF, 1789)
- Tieke de Isla Norte - Philesturnus rufusater (Lesson, R, 1828)

## El tieke y los humanos

### En la cultura maorí
El tieke ha tenido un lugar destacado en las leyendas y supersticiones de los maoríes, que creían que sus gritos traían buenos augurios si procedían de la derecha y malos si procedían de la izquierda. Su carácter descarado se refleja en la leyenda maorí que explica cómo esta ave adquirió su mancha marrón en la espalda. De regreso de su batalla para atrapar al sol, Maui, un héroe del folklore maorí, pidió al tieke que le trajera un poco de agua. El pájaro descortésmente fingió no oír la petición, por lo que Maui se enfadó y agarró al ave con su mano todavía caliente de su lucha con el sol, con lo que dejó la marca de su palma en la espalda del tieke.

### Conservación

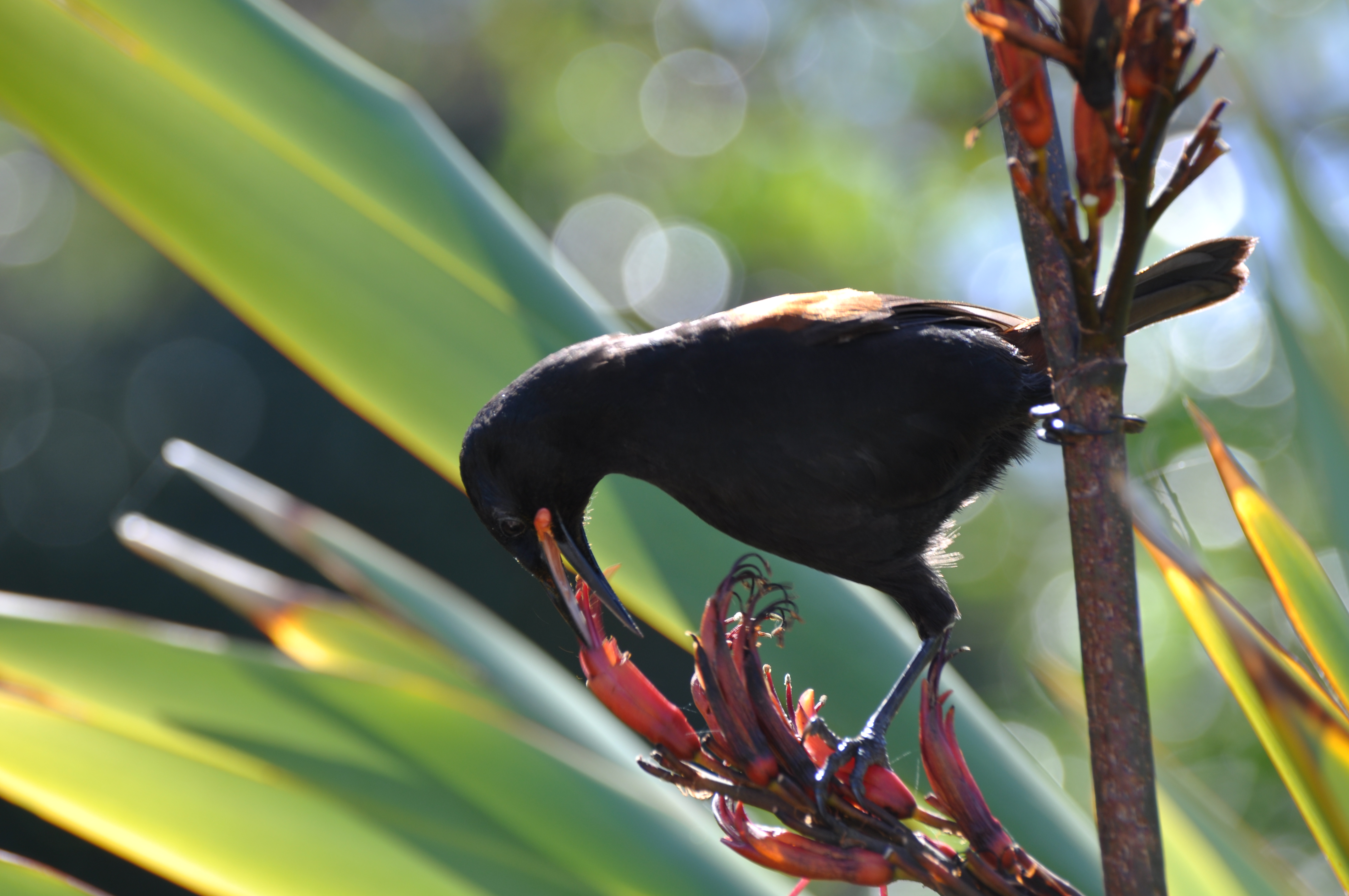
Tieke alimentándose con néctar.

Sus costumbres reproductoras (anidar cerca del suelo y que sus pollos permanezcan en el suelo) lo hacen especialmente vulnerable al ataque de los mamíferos introducidos, como los mustélido y las ratas. Por ello ambas especies desaparecieron rápidamente de las dos islas principales de Nueva Zelanda. Las dos especies de tieke quedaron confinadas en el siglo XX en pequeñas islas lejanas: isla Hen en el norte, y Taukihepa en el sur, más allá de isla Stewart.
Las ratas llegaron a la isla Taukihepa en 1963, introducidas accidentalmente al escaparse de los botes de visitantes que recolectaban nidos de aves marinas. Solo una rápida operación de rescate del servicio de vida silvestre de Nueva Zelanda (actualmente Departamento de Conservación de Nueva Zelanda) salvó a la especie de la extinción, mientras que la depredación de las ratas condenaba a la extinción las poblaciones locales de agachadiza de isla Sur, acantisita de matorral y murciélago de cola corta mayor neozelandés. Gracias a la cuidadosa gestión del Departamento de conservación actualmente la población de tieke de isla Sur supera los 700 individuos extendidos por unas 11 pequeñas islas, procedentes de las 36 aves reubicadas desde Taukihepa. Los tiekes de isla Norte se han beneficiado de múltiples programas de cría en cautividad y reintroducciones y actualmente viven en un gran número en las islas circundantes, a pesar de haberse extinguido en la isla principal. En 2002 se consiguió establecer una colonia reproductora en el santuario de vida salvaje de Karori en Wellington. La recuperación del tieke se considera uno de los mayores éxitos de la historia de la conservación de la naturaleza en Nueva Zelanda.